# Грохольский переулок
Грохо́льский переу́лок — улица в центре Москвы в Мещанском и Красносельском районах Центрального административного округа между проспектом Мира и Каланчёвской улицей. В переулке находятся посольства Португалии, Ирландии, Японии и ДНР.

## История
Название переулка возникло в начале XVIII века по фамилии одного из домовладельцев, тяглеца Мещанской слободы Ивана Грохольского. Часть переулка в середине XIX — начале XX веков называлась 2-м Коптельским или Коптеловским переулком.

## Описание
Грохольский переулок начинается от проспекта Мира, проходит на восток, пересекает Ботанический переулок (слева), 1-й Коптельский переулок (справа), Астраханский переулок (слева), Глухарёв переулок (справа) и выходит на Каланчёвскую улицу. Между проспектом Мира и Ботаническим переулком находится служебный вход в Ботанический сад МГУ «Аптекарский огород» (адрес: проспект Мира, дом 26). Нумерация домов начинается со стороны Проспекта Мира. Также к переулку прилегает большой сквер (между Глухарёвым и Живарёвым переулками). В 2017 году зона отдыха была полностью благоустроена, в результате чего тут были установлены новые малые архитектурные формы, современная детская площадка, проложена велодорожка, обустроена зона воркаут и обновлена зона для выгула собак.
Сегодняшнее название сквера — Грохольский. Первоначально сквер назывался Балканским. Так же был назван близлежащий переулок. По другой версии на Балканском переулке выделяли дома для ветеранов Балканской войны (1870-х годов). У пересечения Грохольского и Глухарёва переулков до 1886 года находился Балканский пруд.

## Учреждения и организации
По нечётной стороне:
- № 3/1 — посольство Португалии (официальный адрес: Ботанический переулок, 1);
- № 5 — посольство Ирландии;
- № 13, строение 1 — Международный комитет красного креста (Московская делегация);

30 апреля 2017 года на фасаде дома была установлена мемориальная табличка «Последний адрес» гладильщика прачечной  Ван Си Сяна;
- № 13 — Международная федерация металлистов (представительство);
  - № 13, строение 2 — посольство ДНР в России.
- № 27 — посольство Японии;
- № 31 — поликлиника № 3 Управления делами Президента РФ.

По чётной стороне:
- № 12 — НИИ Скорой помощи им. Н. В. Склифосовского Приёмное отделение и центральный вход;
- № 28 — фонд «Открытый институт здоровья населения».

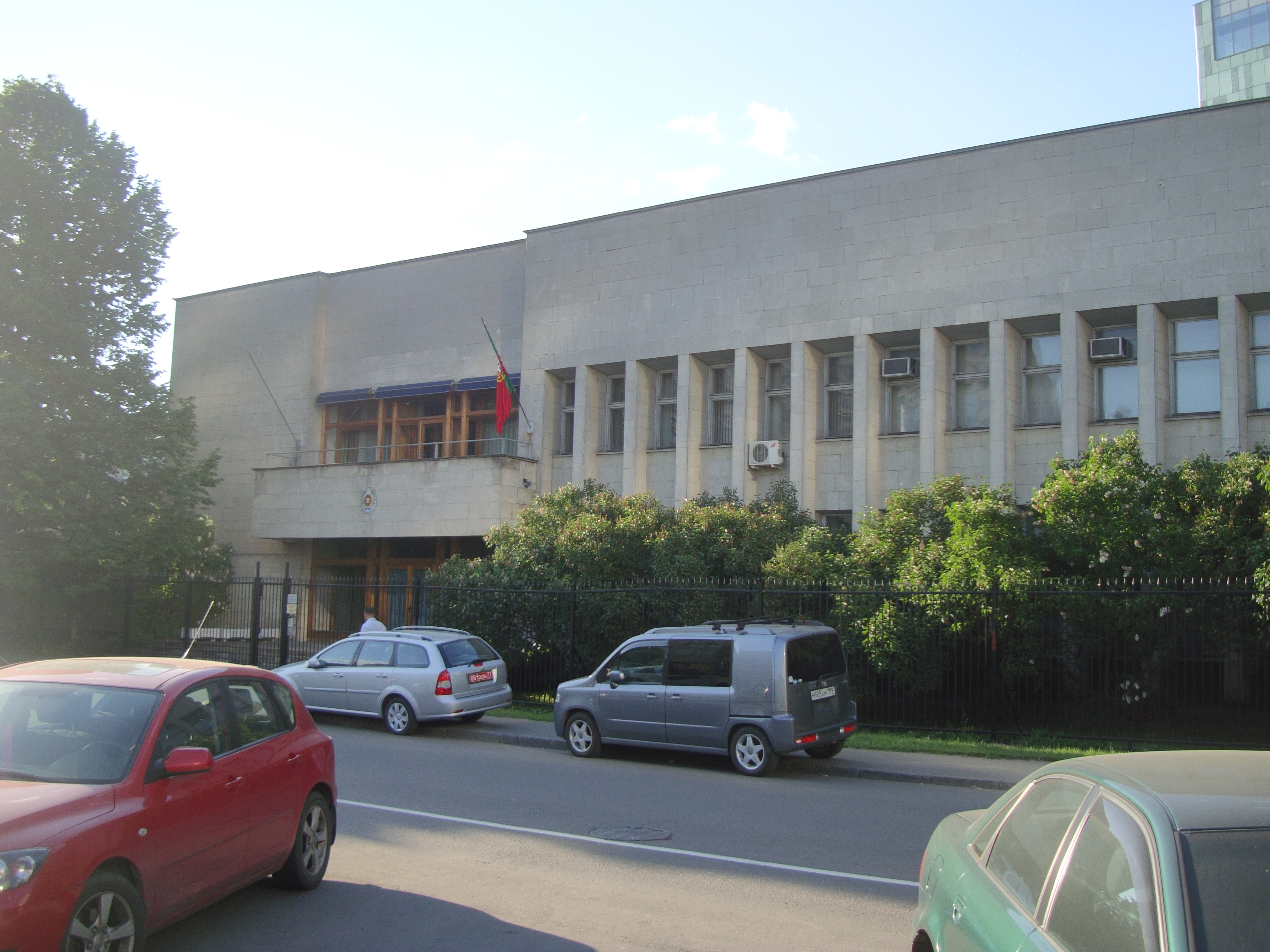
Здание посольства Португалии
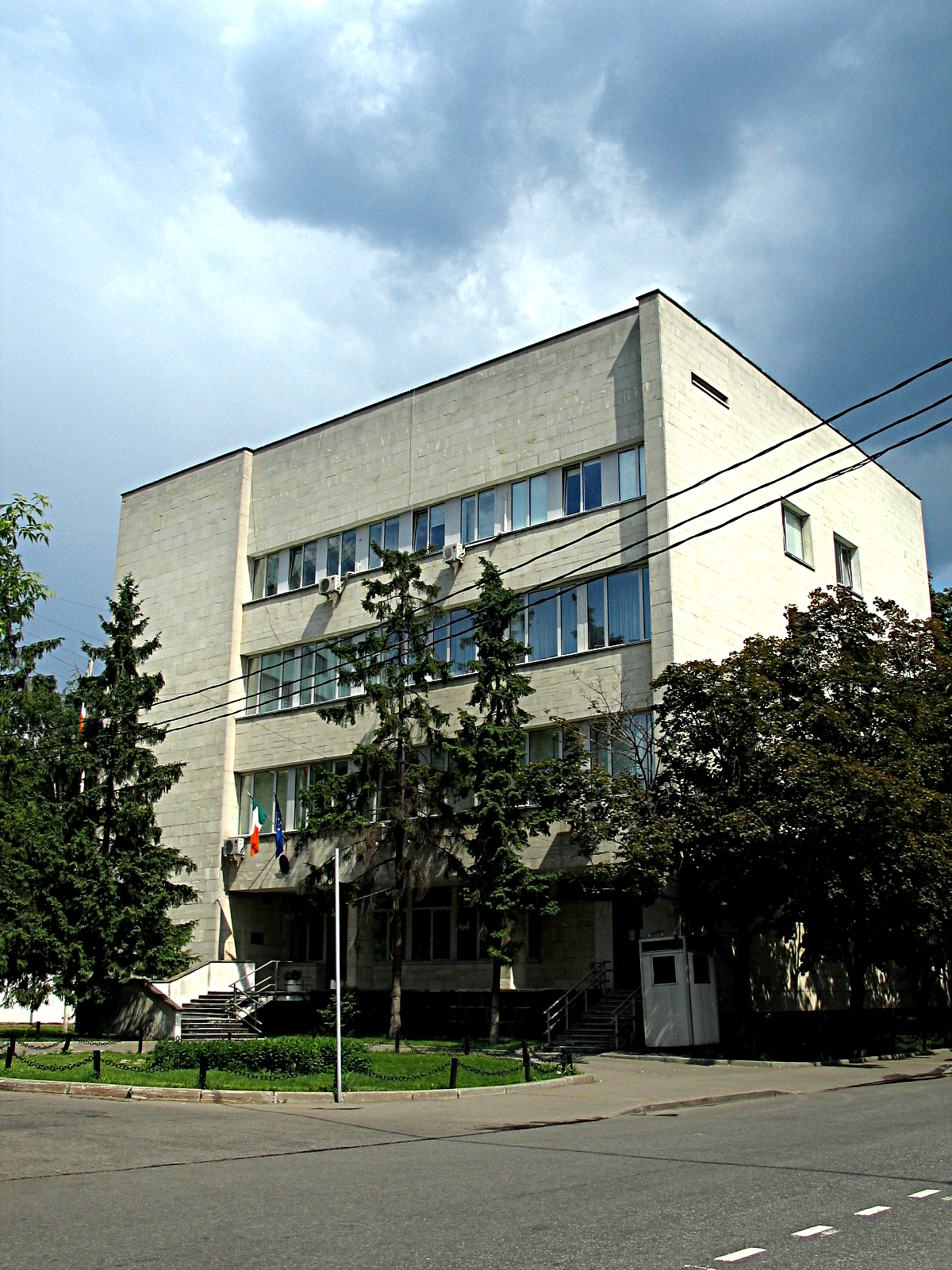
Здание посольства Ирландии
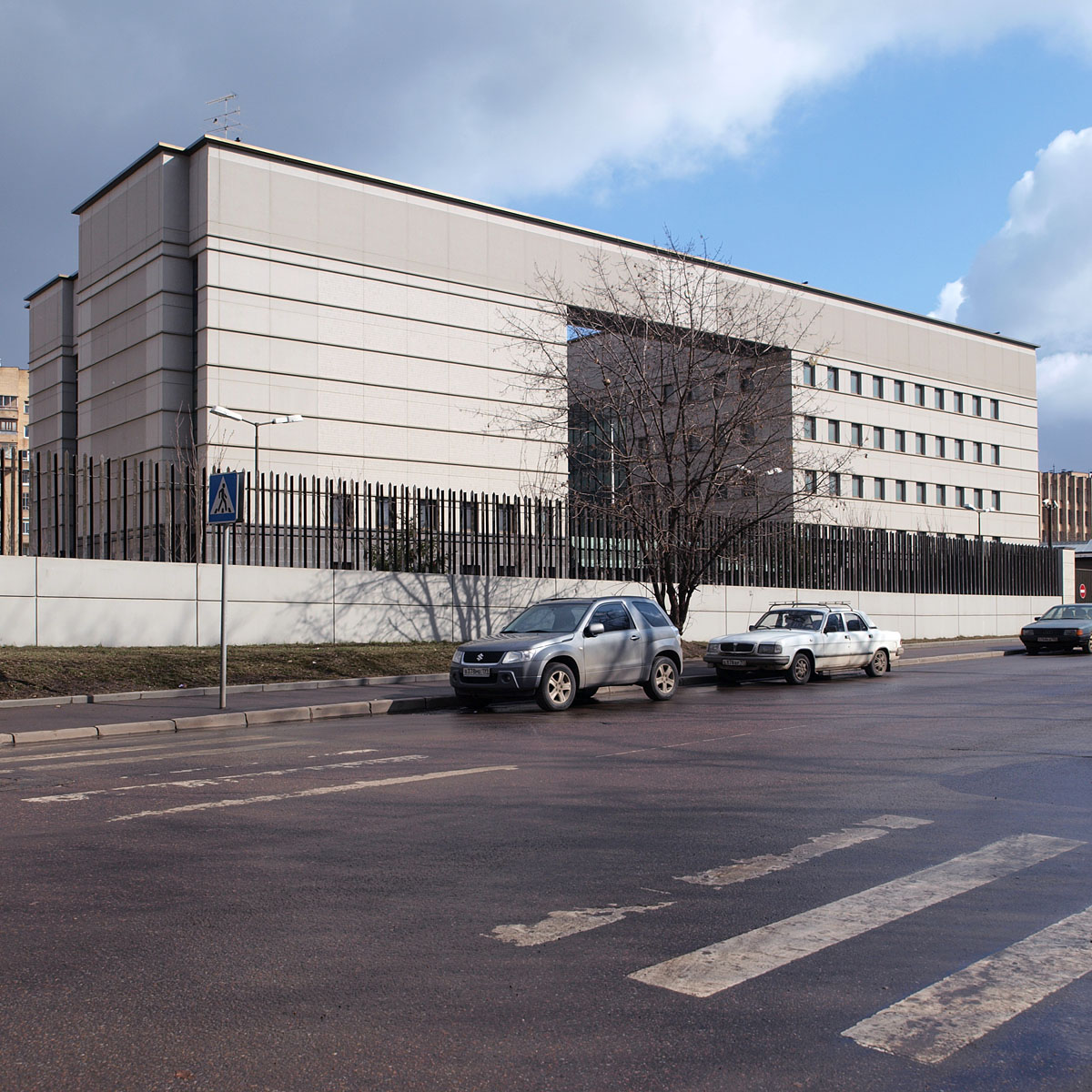
Здание посольства Японии
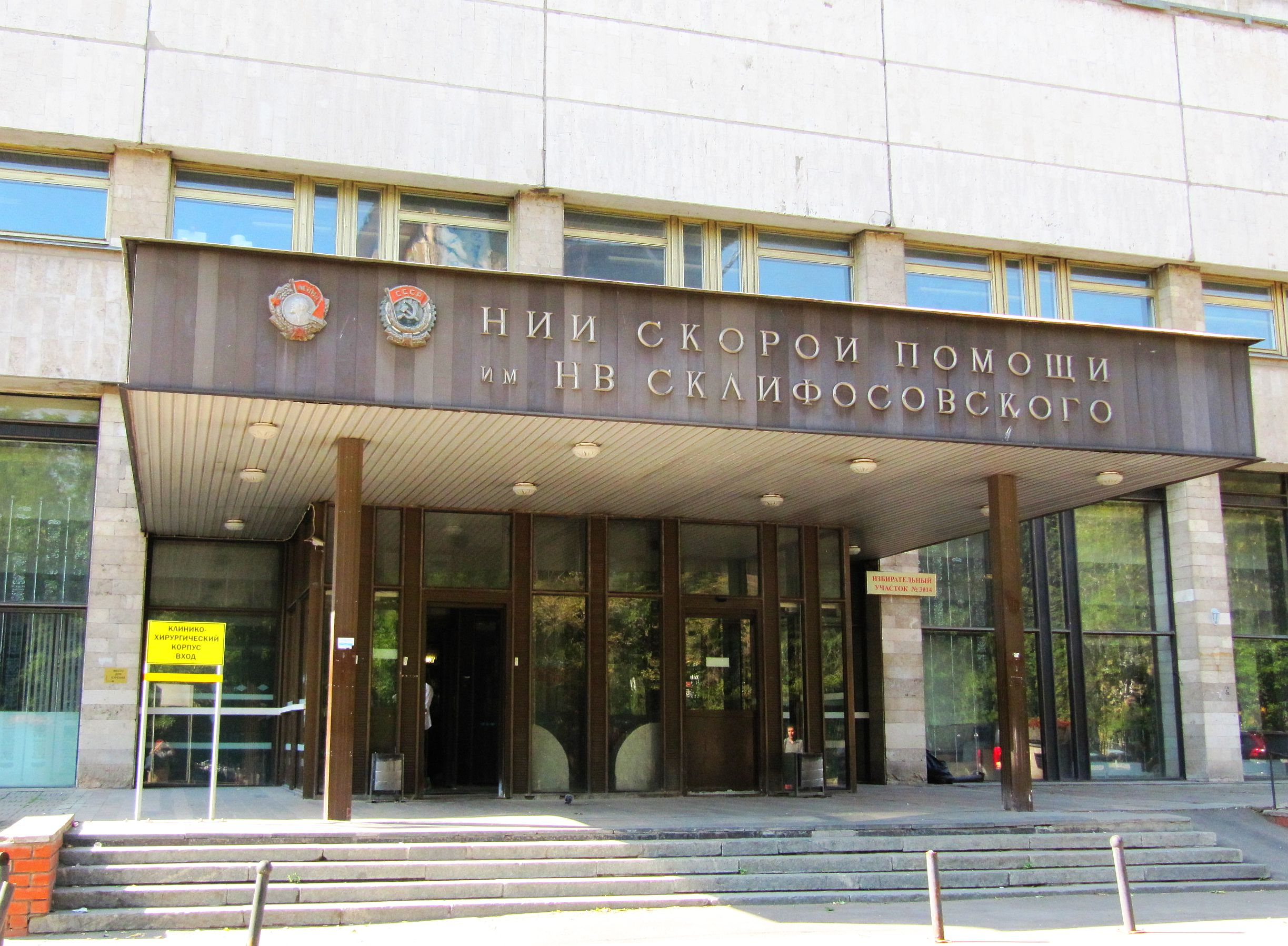
Главный вход НИИ Скорой помощи им. Н.В.Склифосовского